# Gopalasamudram
Gopalasamudram è una suddivisione dell'India, classificata come town panchayat, di 10.027 abitanti, situata nel distretto di Tirunelveli, nello stato federato del Tamil Nadu. In base al numero di abitanti la città rientra nella classe IV (da 10.000 a 19.999 persone).

## Geografia fisica
La città è situata a 08° 40' 13 N e 77° 38' 27 E.

## Società

### Evoluzione demografica
Al censimento del 2001 la popolazione di Gopalasamudram assommava a 10.027 persone, delle quali 4.940 maschi e 5.087 femmine. I bambini di età inferiore o uguale ai sei anni assommavano a 1.071, dei quali 561 maschi e 510 femmine. Infine, coloro che erano in grado di saper almeno leggere e scrivere erano 7.070, dei quali 3.847 maschi e 3.223 femmine.